# Ophrys

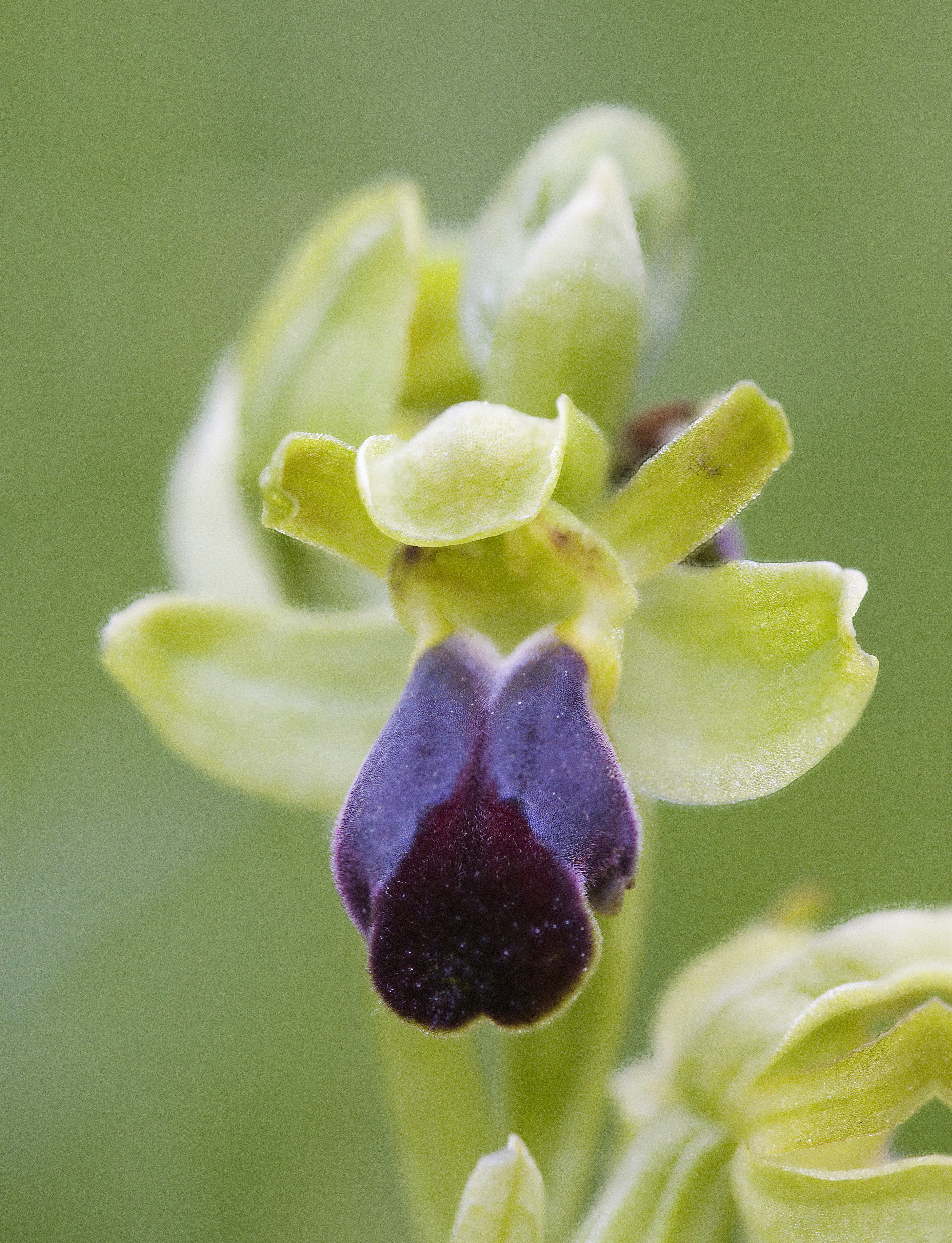
Ophrys sulcata

Ophrys là một chi thực vật có hoa trong họ Lan.

## Hình ảnh

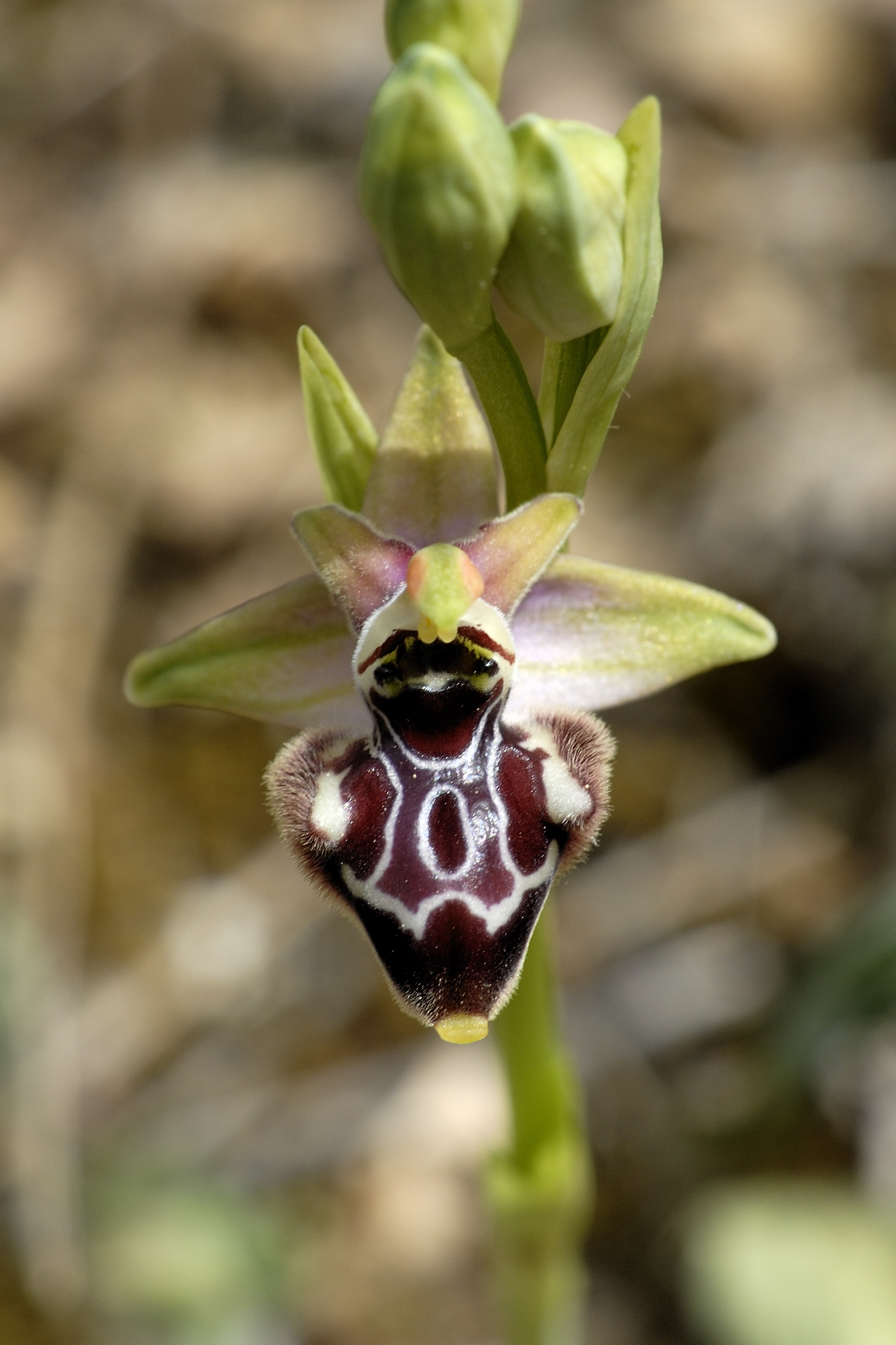
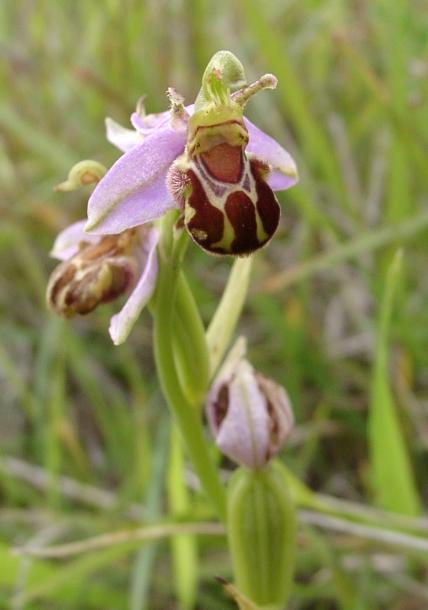
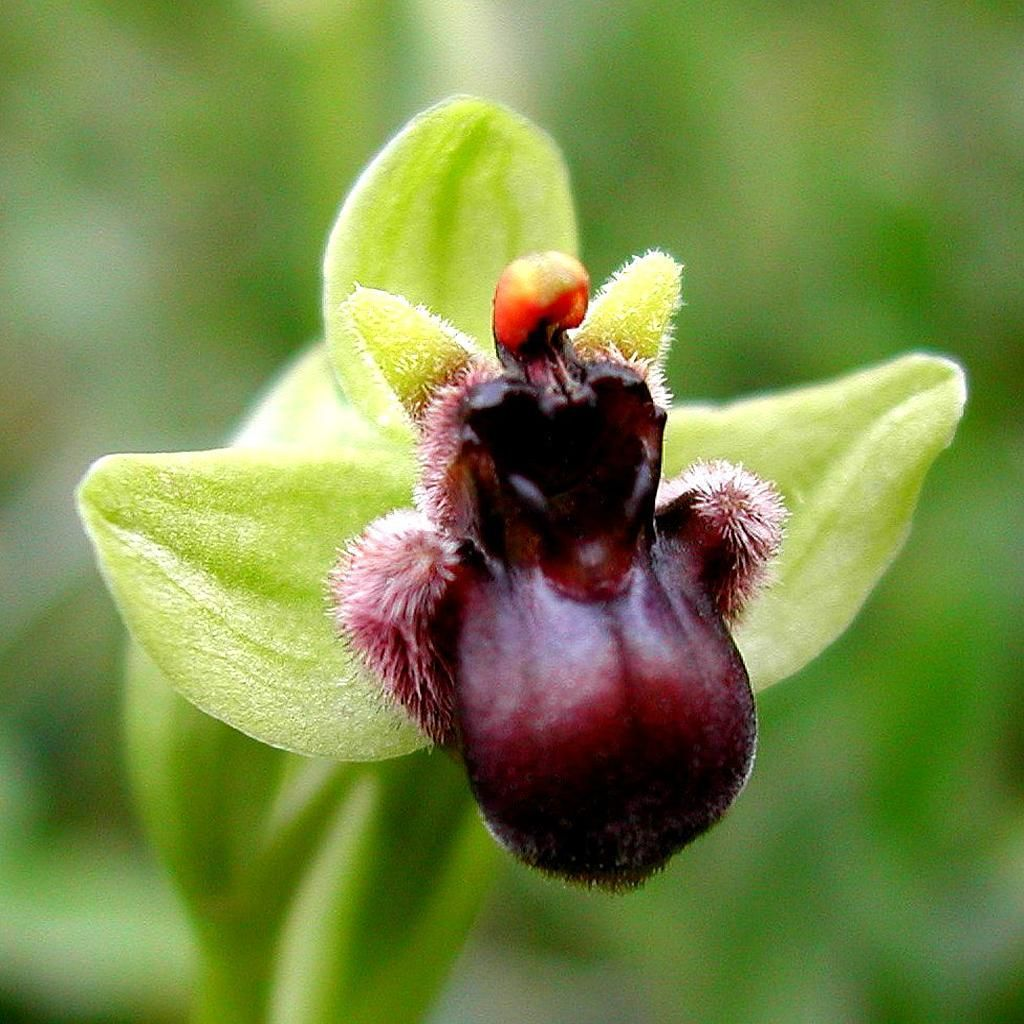

## Các loài

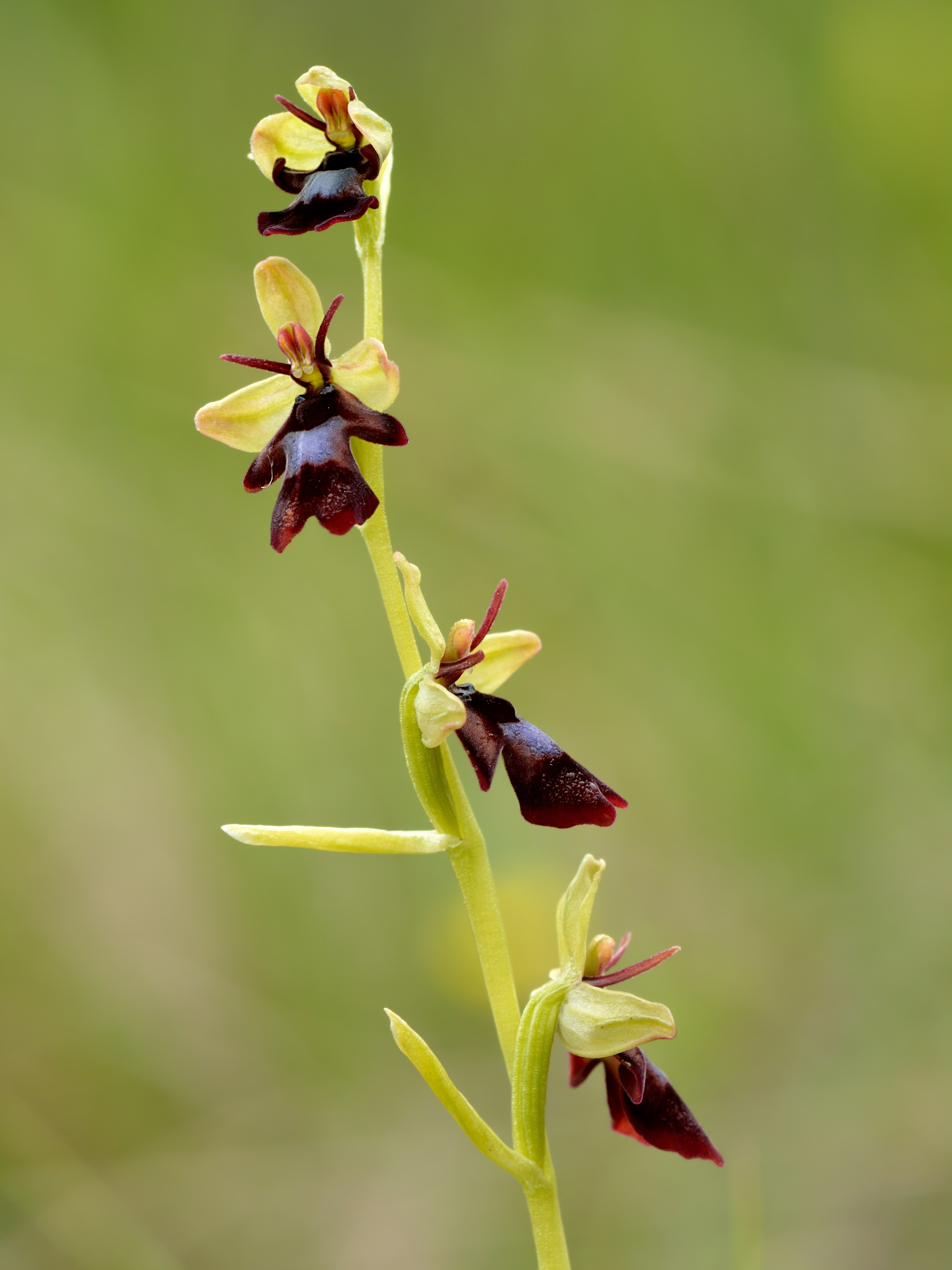
Ophrys insectifera

- Ophrys aghemanii
- Ophrys albertiana
- Ophrys apicula
- Ophrys apifera
- Ophrys aquilana
- Ophrys arachnitiformis
- Ophrys araniferiformis
- Ophrys argolica
- Ophrys atlantica
- Ophrys barbaricina
- Ophrys battandieri
- Ophrys baumanniana
- Ophrys bertolonii
- Ophrys bombyliflora
- Ophrys borgersiae
- Ophrys boscoquartensis
- Ophrys bourlieri
- Ophrys brigittae
- Ophrys campolati
- Ophrys carica
- Ophrys carpinensis
- Ophrys carquierannensis
- Ophrys chobautii
- Ophrys cicmiriana
- Ophrys cilicica
- Ophrys circaea
- Ophrys clapensis
- Ophrys cranbrookeana
- Ophrys cugniensis
- Ophrys delphinensis
- Ophrys devenensis
- Ophrys diakoptensis
- Ophrys eliasii
- Ophrys emmae
- Ophrys epidavrensis
- Ophrys ettlingeriana
- Ophrys extorris
- Ophrys feldwegiana
- Ophrys fernandii
- Ophrys ferruginea
- Ophrys ferrum-equinum
- Ophrys flavicans
- Ophrys fuciflora
- Ophrys fusca
- Ophrys grafiana
- Ophrys grampinii
- Ophrys gumprechtii
- Ophrys heraultii
- Ophrys insectifera
- Ophrys isaura
- Ophrys joannae
- Ophrys kalteiseniana
- Ophrys kelleri
- Ophrys kojurensis
- Ophrys konyana
- Ophrys kopetdagensis
- Ophrys kotschyi
- Ophrys kreutzii
- Ophrys kulpensis
- Ophrys kurzeorum
- Ophrys lefevreana
- Ophrys lefkarensis
- Ophrys lepida
- Ophrys lievreae
- Ophrys lioniana
- Ophrys lithinensis
- Ophrys llenasii
- Ophrys loneuxiana
- Ophrys luizetii
- Ophrys lunulata
- Ophrys lupiae
- Ophrys lutea
- Ophrys lycia
- Ophrys macchiatii
- Ophrys maladroxiensis
- Ophrys manfredoniae
- Ophrys maremmae
- Ophrys marinaltae
- Ophrys marmarensis
- Ophrys mazzolana
- Ophrys methonensis
- Ophrys minuticauda
- Ophrys montis-angeli
- Ophrys moreana
- Ophrys mulierum
- Ophrys nelsonii
- Ophrys neoruppertii
- Ophrys notabilis
- Ophrys nouletii
- Ophrys oblita
- Ophrys olbiensis
- Ophrys omegaifera
- Ophrys onckelinxiae
- Ophrys ozantina
- Ophrys paphosiana
- Ophrys peltieri
- Ophrys personei
- Ophrys perspicua
- Ophrys pietzschii
- Ophrys piscinica
- Ophrys plorae
- Ophrys poisneliae
- Ophrys potentissima
- Ophrys pseudofusca
- Ophrys pseudomammosa
- Ophrys pseudoquadriloba
- Ophrys quintartiana
- Ophrys rainei
- Ophrys rasbachii
- Ophrys rauschertii
- Ophrys raynaudii
- Ophrys rechingeri
- Ophrys regis-minois
- Ophrys reinholdii
- Ophrys salvatoris
- Ophrys schulzei
- Ophrys scolopax
- Ophrys semibombyliflora
- Ophrys soller
- Ophrys sommieri
- Ophrys sorrentini
- Ophrys speculum
- Ophrys sphegodes
- Ophrys spuria
- Ophrys stefaniae
- Ophrys sundermanniana
- Ophrys tenthredinifera
- Ophrys torrensis
- Ophrys turiana
- Ophrys ulupinara
- Ophrys umbilicata
- Ophrys urteae
- Ophrys waldmanniana
- Ophrys vamvakiae
- Ophrys varvarae
- Ophrys vereeckeniana
- Ophrys vernonensis
- Ophrys vespertilio
- Ophrys vetula
- Ophrys viglioneorum
- Ophrys vogatsica
- Ophrys zagrica